# Thomas Peterson
Thomas Peterson (Everett, 24 de diciembre de 1986) es un exciclista estadounidense. Su mejor resultado fue la consecución de ser el mejor joven del Tour de California en 2006, así como la etapa ganada en la misma prueba en 2009.
El 25 de diciembre de 2014 anunció su retirada del ciclismo tras nueve temporadas como profesional y con 28 años de edad y se dedicará a terminar sus estudios de enfermería.

## Palmarés
2007
- 1 etapa del Tour de Gila

2009
- 1 etapa del Tour de California

## Resultados en Grandes Vueltas y Campeonatos del Mundo
| Carrera         | Carrera         | 2006 | 2007 | 2008 | 2009 | 2010 | 2011 | 2012  | 2013  | 2014 |
| --------------- | --------------- | ---- | ---- | ---- | ---- | ---- | ---- | ----- | ----- | ---- |
|                 | Giro de Italia  | —    | —    | —    | —    | —    | 89.º | —     | —     | —    |
|                 | Tour de Francia | —    | —    | —    | —    | —    | —    | —     | —     | —    |
|                 | Vuelta a España | —    | —    | —    | —    | 27.º | —    | 115.º | 116.º | —    |
| Mundial en Ruta | Mundial en Ruta | —    | —    | —    | 94.º | Ab.  | —    | —     | —     | —    |

—: no participa

Ab.: abandono